# محمد موجيتش
محمد مويتش (25 ابريل 1933 - 20 فبراير 2016) ، لاعب كرة قدم يوغسلافي سابق.
لعب مع منتخب يوغسلافيا لكرة القدم.

## مسيرته الكروية
لعب محمد موجيتش خلال مسيرته الاحترافية مع 4 أندية في عشرون موسمًا وسجل خلالها 76 هدفًا ضمن 242 مباراة. حيث فاز في موسم واحد بالكأس ولم يفز بأي دوري.
خاض محمد موجيتش مسيرته مع نادي فيليز موستار في موسم 1952–53 في المرة الأولى ليلعب معه عشرة مواسم ثم في موسم 1964–65 ليلعب معه أربعة مواسم ثم في موسم 1967–68 لمدة موسم واحد، مشاركًا طوالها في 214 مباراة سجل خلالها 71 هدفًا. ثم انتقل إلى نادي جيروندان بوردو في موسم 1962–63 ولمدة موسمين، حيث شارك في 12 مباراة سجل خلالها هدفًا واحدًا. لينتقل بعدها إلى نادي دينامو زغرب في موسم 1963–64 ولمدة موسمين، مشاركًا في 13 مباراة سجل خلالها 3 أهداف. ثم انتقل إلى نادي بيرنغن في موسم 1966–67 لمدة موسم واحد، مشاركًا في 3 مباريات سجل خلالها هدفًا واحدًا.

## روابط خارجية
- محمد موجيتش على موقع الاتحاد الدولي (مؤرشف)  (الإنجليزية)
- محمد موجيتش على موقع الاتحاد الأوربي (الإنجليزية)
- محمد موجيتش على موقع قاعدة بيانات كرة القدم.إي يو (الإنجليزية)
- محمد موجيتش على موقع بيانات كرة القدم. دي إي (الألمانية)
- محمد موجيتش على موقع ناشيونال فوتبول تيمز (الإنجليزية)
- محمد موجيتش على موقع Soccerway.com (الإنجليزية)
- محمد موجيتش على موقع عالم كرة القدم.نت (الإنجليزية)
- محمد موجيتش على موقع أوليمبيديا (الإنجليزية)